# Halichoeres dimidiatus
Halichoeres dimidiatus là một loài cá biển thuộc chi Halichoeres trong họ Cá bàng chài. Loài này được mô tả lần đầu tiên vào năm 1831.

## Từ nguyên
Tính từ định danh dimidiatus trong tiếng Latinh có nghĩa là "chia đôi", hàm ý có lẽ đề cập đến dải sọc xanh lam ngăn cách vùng màu vàng ở lưng và vùng màu trắng dưới bụng ở cá đực loài này.

## Phạm vi phân bố và môi trường sống
Bằng chứng di truyền chỉ ra rằng, quần thể trước đây được cho là Halichoeres cyanocephalus ở bờ biển phía đông Nam Mỹ là một loài riêng biệt và hợp lệ, tức H. dimidiatus. H. dimidiatus được phân bố từ Guyane thuộc Pháp trải dài đến bang Santa Catarina, Brasil.
H. dimidiatus sống trên nền đáy đá vụn gần các rạn san hô ở độ sâu khoảng 3–60 m; cá con thường sống ở vùng nước nông hơn (khoảng 20 m trở vào bờ).

## Mô tả
H. dimidiatus có chiều dài cơ thể lớn nhất được ghi nhận là 27 cm. Kiểu hình của H. dimidiatus rất giống với H. cyanocephalus. Cá con của H. dimidiatus không có đốm đen trên vây lưng như H. cyanocephalus, và dải xanh lam trên cơ thể cá trưởng thành của H. dimidiatus không thu hẹp dần về phía đuôi như H. cyanocephalus.
Số gai ở vây lưng: 9; Số tia vây ở vây lưng: 12; Số gai ở vây hậu môn: 3; Số tia vây ở vây hậu môn: 12; Số tia vây ở vây ngực: 13; Số gai ở vây bụng: 1; Số tia vây ở vây bụng: 5; Số lược mang: 18–21.

## Sinh thái học
Thức ăn của H. dimidiatus chủ yếu là các loài thủy sinh không xương sống. Cá con của H. dimidiatus có thể đóng vai trò là cá dọn vệ sinh, một đặc điểm có thể thấy ở nhiều loài cá bàng chài khác.

## Thương mại
H. bivittatus được đánh bắt trong các hoạt động buôn bán cá cảnh.